# Lignolet

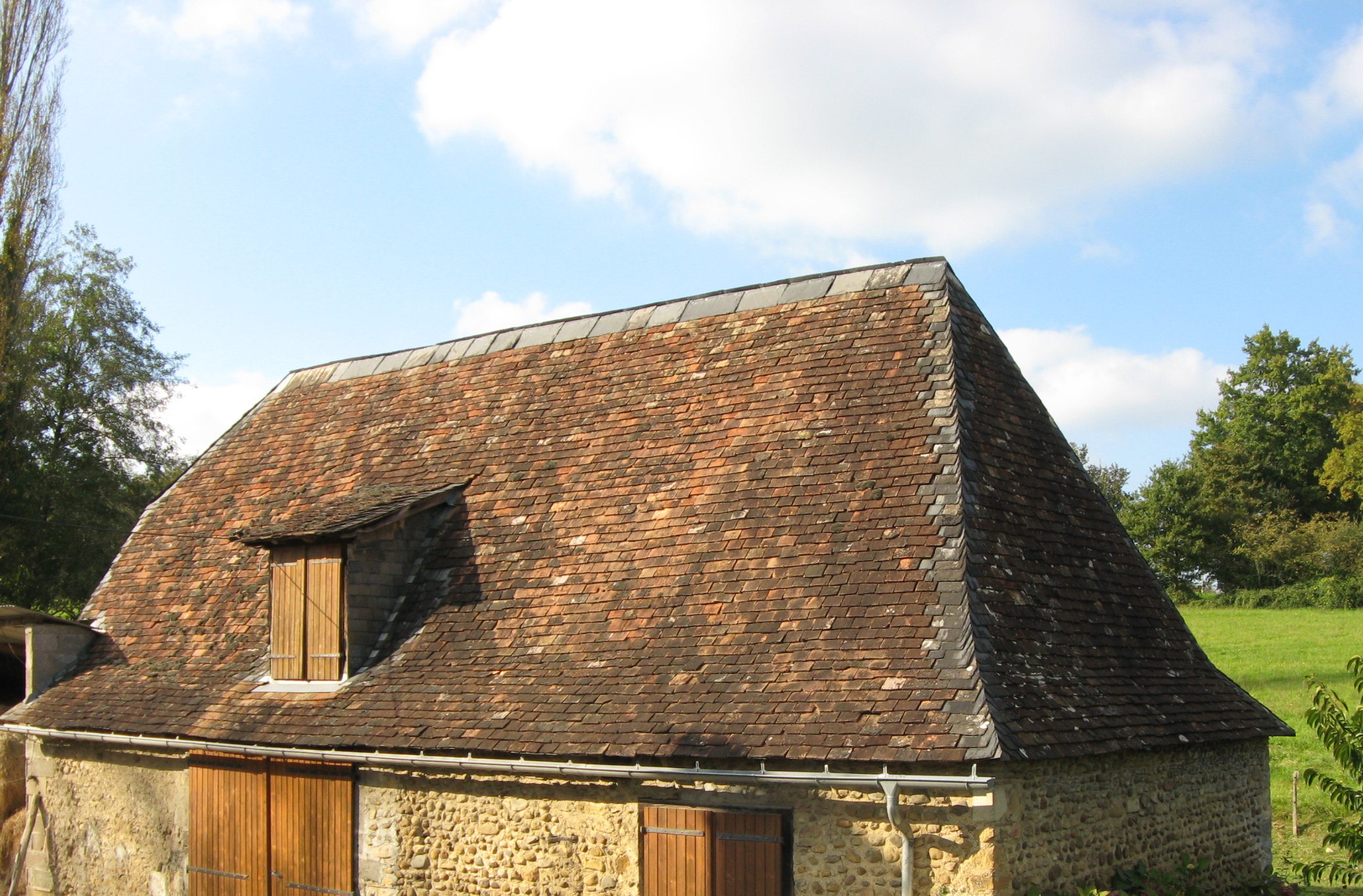
Toits de tuiles plates de pays béarnais dont les rencontres principales sont traitées par l'ardoise, le faîtage est un lignolet sobre, presque à la façon d'Angers.

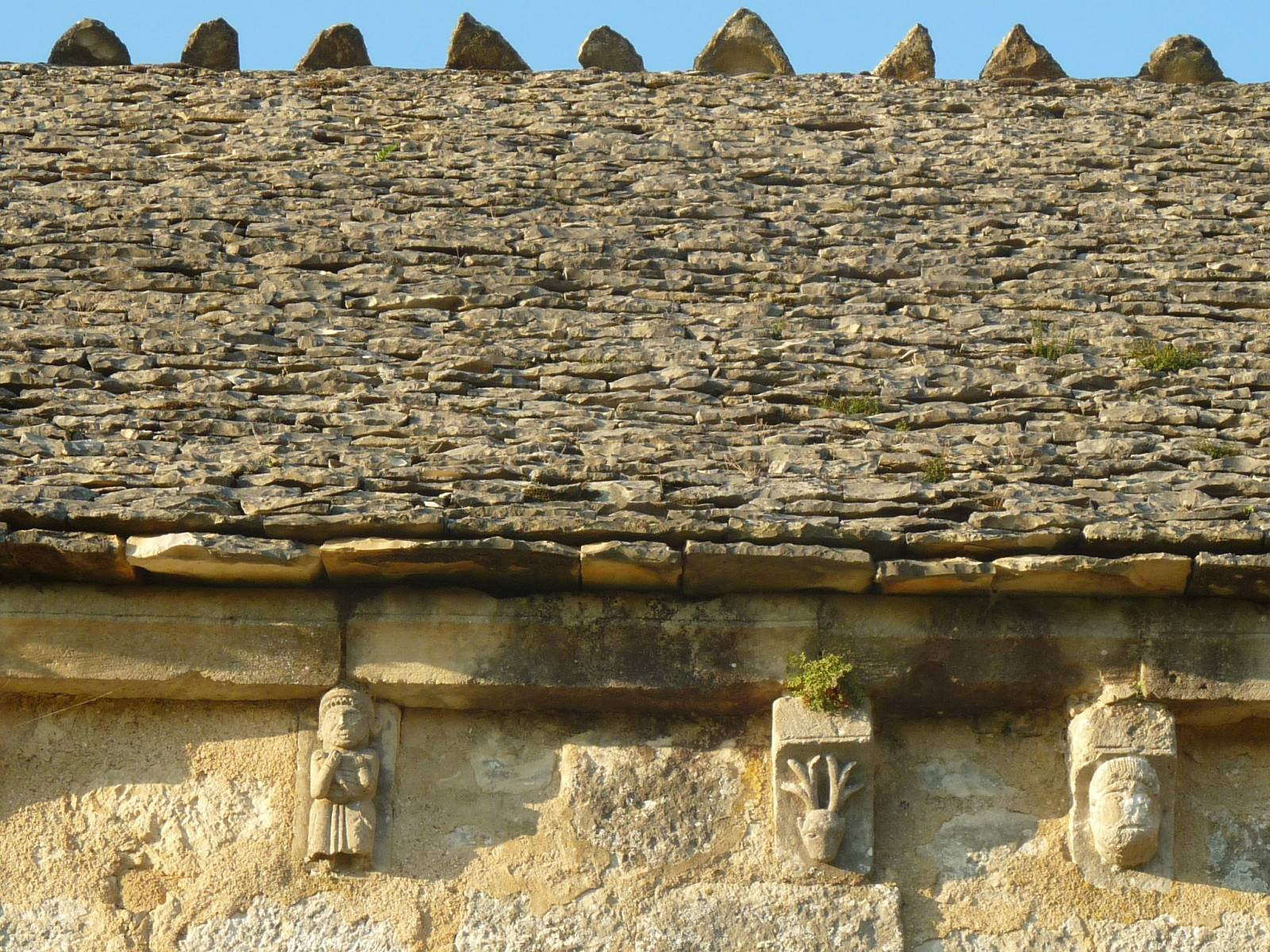
Lignolet croisé simple sur un toit de lauze calcaire à La Rochette (Charente).

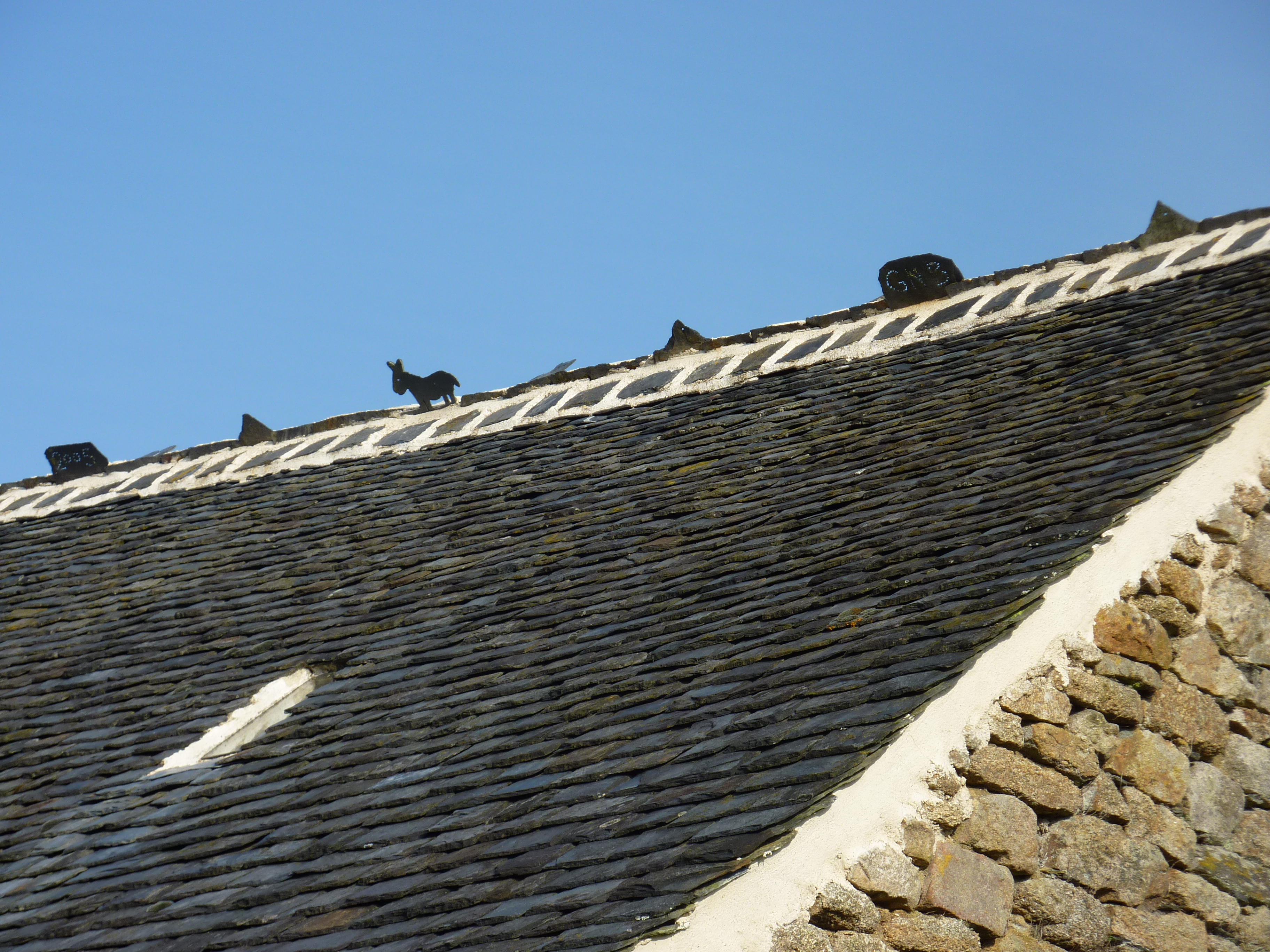
Lignolet croisé ouvragé sur un toit de lauze schisteuse à Botmeur (Finistère).

Un lignolet est un ouvrage de couverture d'ardoise ou de lauze qui ferme un faîtage par l'ajustement de la tête des pierres des deux versants. Ce rang de pierres posé au faîte d'un toit peut être composé d'éléments portant parfois des chronogrammes. La fixation des éléments se fait par des pointes, le plus souvent de cuivre, dont certaines ont la tête qui reste au soleil.
Le lignolet à la façon d'Angers oppose aux vents de pluie dominants une rive de tête qui fait saillie sur l'autre versant. La rencontre est parfois colmatée de mastic de terre à l'huile de lin ou de mastic de silicone, moins pour l'étanchéité que pour amortir les vibrations des éléments par grand vent.
Le lignolet à la façon allemande ressemble au précédent, mais les particularités du Schuppen permettent de minimiser le nombre de pointes au soleil.
D'autres façons régionales (en Ardenne, en pays de Caux, dans le Cotentin, les monts d'Arrée, en Charente, dans les Pyrénées…) découpent et emboitent les pierres, venant de part et d'autre et souvent ornées de silhouettes décoratives. Cette façon, sous le nom de crête ou de lignolet croisé, donne lieu quelquefois à des exercices de maitrise assez spectaculaires,,.